# Publi Corneli Sul·la (pretor)
Publi Corneli Sul·la (en llatí Publius Cornelius Sulla) va ser un magistrat romà. Era fill de Publius Cornelius Rufinus Sulla, pretor l'any 212 aC, i avi del dictador Sul·la.
Va ser pretor l'any 186 aC i va obtenir Sardenya com a província.